# 李逊之
李遜之（1618年—1677年），字膚公，南直隸常州府江陰縣人，明末清初歷史學家。

## 生平
監察御史李應昇之子。天啟六年（1626年）李應昇被魏忠賢黨羽殺害，崇禎元年（1628年）予以平反。明亡後，自稱“江左遺民”，以明朝遺民自居，專心讀書。有感於“國政亂於朱紫，欲語流為丹青，緣飾愛憎，增聞易見者有之矣，黨庇奸逆，抹殺忠義者有之矣”。

## 著作
- 《三朝野紀》
- 《李忠義公家譜》
- 《落落齋遺集》